# Johannes Frey
Johannes Frey (n. 12 noiembrie 1996, Troisdorf, Renania de Nord-Westfalia, Germania) este un judocan ce a reprezentat Germania, medaliat olimpic. A participat la o ediție a Jocurilor Olimpice (2020) în care a câștigat o medalie de bronz.